# Fagerborg kirke

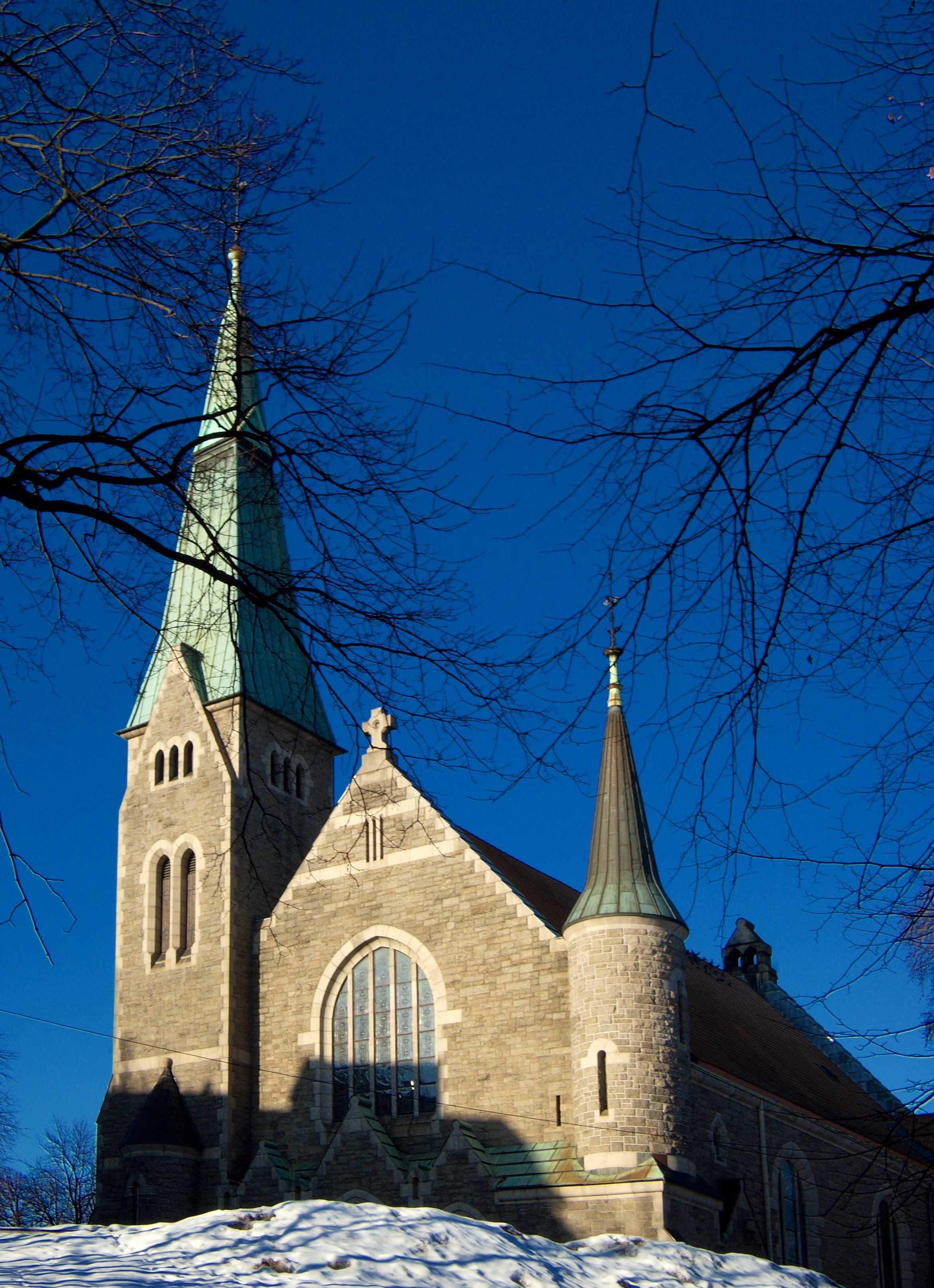
Fagerborg kirke im März 2009

Die denkmalgeschützte Fagerborg kirke im Osloer Stadtviertel Fagerborg, südwestlich im Stensparken gelegen, wurde 1903 fertiggestellt und gehört zur 1898 gegründeten Fagerborg-Gemeinde im Bistum Oslo der evangelisch-lutherischen Norwegischen Kirche.

## Bauwerk
Der 1901 begonnene Bau wurde am 22. Dezember 1903 vom Bischof Anton Christian Bang eingeweiht und hat Platz für 480 Gemeindemitglieder. Die dreischiffige Langkirche ist nach Zeichnungen des Architekten Hagbarth Martin Schytte-Berg ausgeführt, dessen Entwurf sich gegen 54 Konkurrenten durchgesetzt hatte. Die Jugendstilkirche rezipiert neu-romanische und neu-gotische Stilelemente, die im Sinne des Jugendstils durch Form und Materialwahl abgewandelt sind. Die Außentüren sind im national-romanischen Stil und die Fassade ist als Sichtmauerwerk aus grob- und feinbehauenem Østfold-Granit ausgeführt.

## Ausstattung
Das Interieur der Kirche ist hauptsächlich im Jugendstil gehalten. Kanzel und Altartafel sind vom Architekten entworfen worden. Der Altar ist ein hölzerner Blockaltar und die Kanzel ist aus amerikanischer Kiefer. Johan Borgerson fertigte die Schnitzereien der Kanzel nach Zeichnungen von Schytte-Berg an. Die Glasmalereien des k.u.k. Hofglasmaler Max Roth (aus dem Atelier Miksa Roth in Budapest, Ungarn) kosteten laut der Kirchengemeinde 2.634 norwegische Kronen. 
Das neuromanische marmorne Taufbecken steht auf einem achtkantigen Sockel. Rund um das Taufbecken befindet sich eine Inschrift nach Titus 3,5: “Efter sin barmhjertighet har han frelst oss ved gjenfødelsens bad” (dt.: „nach seiner Barmherzigkeit machte er uns selig durch das Bad der Wiedergeburt und Erneuerung“). Die Altartafel fertigte der Bildhauer Jo Visdal. Im Laufe der Jahre sind einige Veränderungen daran vorgenommen worden. 
Anlässlich des 50. Jubiläums im Jahr 1953 wurde der Innenraum der Kirche umfassend restauriert, wobei sie einen neuen Kronleuchter nach Plänen des Architekten Harald Hille erhielt.

### Orgel
Die Orgel befindet sich neben dem Chor. Der Bau der ursprünglichen Orgel wurde 1903 abgeschlossen und 1932 durch eine Orgel mit 39 Stimmen und 2728 Pfeifen ersetzt. 2007 wurde eine neue Orgel der Firma Goll aus Luzern mit 54 Registern eingeweiht, die zu den größten Oslos gehört. Das Solowerk ist ein Hochdruckwerk; die Register stehen auf alten Taschenladen; das Solowerk hat kein eigenes Manualwerk, sondern ist wahlweise vom 2. und 3. Manual anspielbar. Das Instrument hat mechanische Spieltrakturen; die Spieltrakturen des Solowerks sind elektrisch. Die Registertrakturen sind mechanisch und zusätzlich mit Magneten für die Ansteuerung mittels der Setzeranlage ausgestattet.
| I Hauptwerk C–a3 |       |     |
| Principal        | 16′   | (h) |
| Praestant        | 8′    |     |
| Viola da Gamba   | 8′    |     |
| Doppelflöte      | 8′    | (h) |
| Octave           | 4′    |     |
| Spitzflöte       | 4′    |     |
| Quinte           | 2 ⁄3′ |     |
| Octave           | 2′    |     |
| Mixtur IV-V      | 1 ⁄3′ |     |
| Cornet V (ab g0) | 8′    |     |
| Fagott           | 16′   |     |
| Trompete         | 8′    |     |

| II Positiv C–a3 |        |     |
| Violon          | 16′    |     |
| Salicional      | 8′     |     |
| Dolce           | 8′     | (h) |
| Bourdon         | 8′     |     |
| Quintatön       | 8′     |     |
| Octave          | 4′     |     |
| Rohrflöte       | 4′     |     |
| Nasat           | 2 ⁄3′  |     |
| Flageolet       | 2′     |     |
| Terz            | 1 3⁄5′ |     |
| Larigot         | 1 ⁄3′  |     |
| Scharf IV-V     | 1′     |     |
| Klarinette      | 8′     |     |
| Tremulant       |        |     |

| III Schwellwerk C–a3 |       |     |
| Bourdon              | 16′   | (h) |
| Cor de nuit          | 8′    | (h) |
| Flûte harmonique     | 8′    |     |
| Gambe                | 8′    |     |
| Gambe céleste        | 8′    | (h) |
| Geigend Principal    | 4′    |     |
| Flûte octaviante     | 4′    |     |
| Nasard               | 2 ⁄3′ |     |
| Octavin              | 2′    | (h) |
| Plein-jeu II-V       | 2′    |     |
| Trompette harmonique | 8′    |     |
| French Horn          | 8′    | (h) |
| Basson-Hautbois      | 8′    |     |
| Voix humaine         | 8′    |     |
| Tremulant            |       |     |

| Solo (schwellbar) C–a3 |     |     |
| Soloflöte              | 8′  | (h) |
| Tuba magna             | 16′ | (h) |
| Tuba mirabilis         | 8′  | (h) |
| Tuba clarin            | 4′  | (h) |

| Pedalwerk C–f1 |     |     |
| Untersatz      | 32′ |     |
| Kontrabass     | 16′ | (h) |
| Subbass        | 16′ | (h) |
| Flötenbass     | 16′ | (h) |
| Violoncello    | 8′  | (h) |
| Gedackt        | 8′  | (h) |
| Flötenbass     | 8′  | (h) |
| Choralbass     | 4′  | (h) |
| Posaune        | 16′ | (h) |
| Trompete       | 8′  |     |
| Clairon        | 4′  |     |

- Koppeln: II/I, III/I, III/I, I/P, II/P, III/P; Solo/II, Solo/III
- Anmerkung

(h) = Register aus der Orgel von 1932

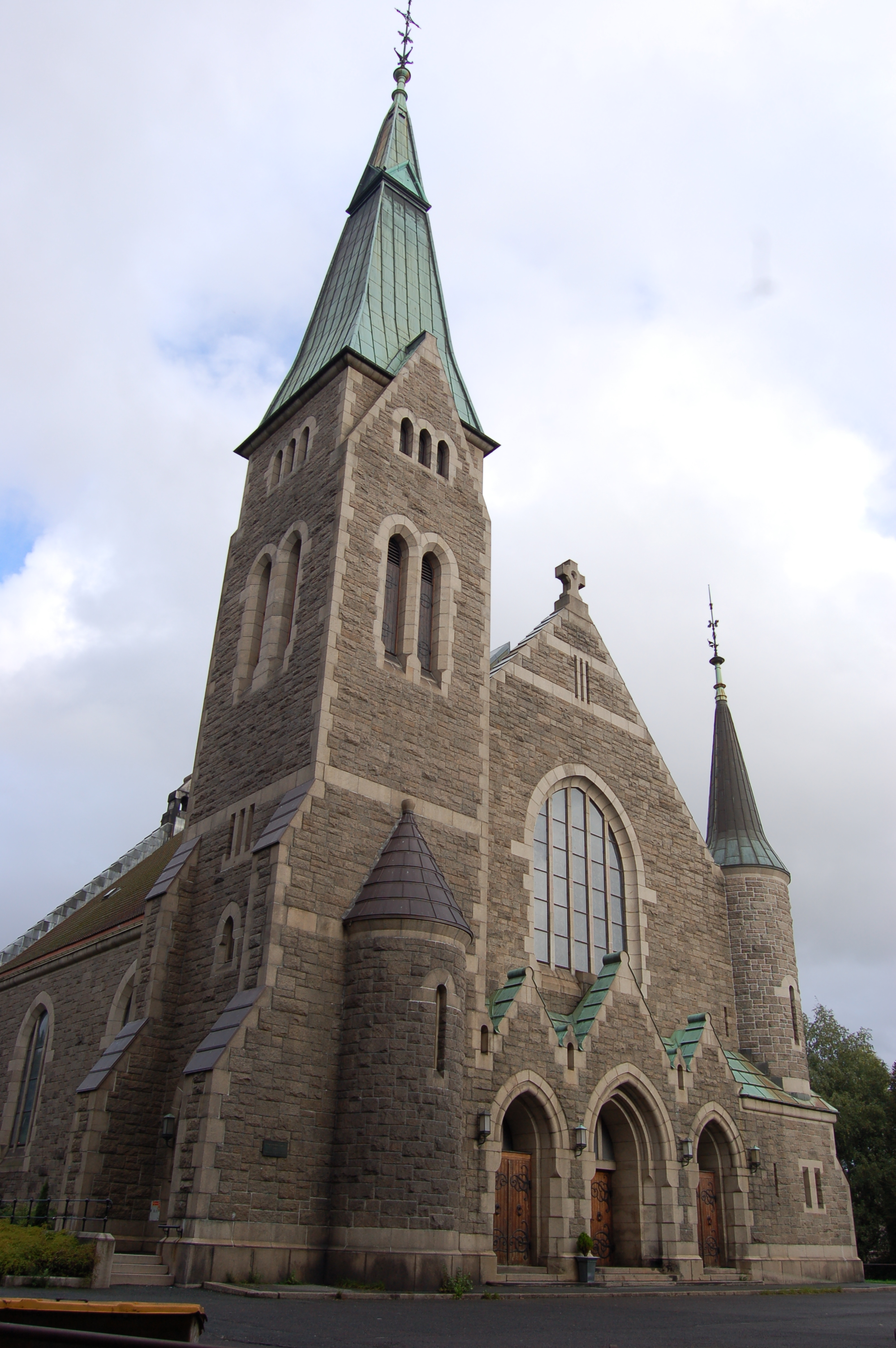
Frontseite (2006)
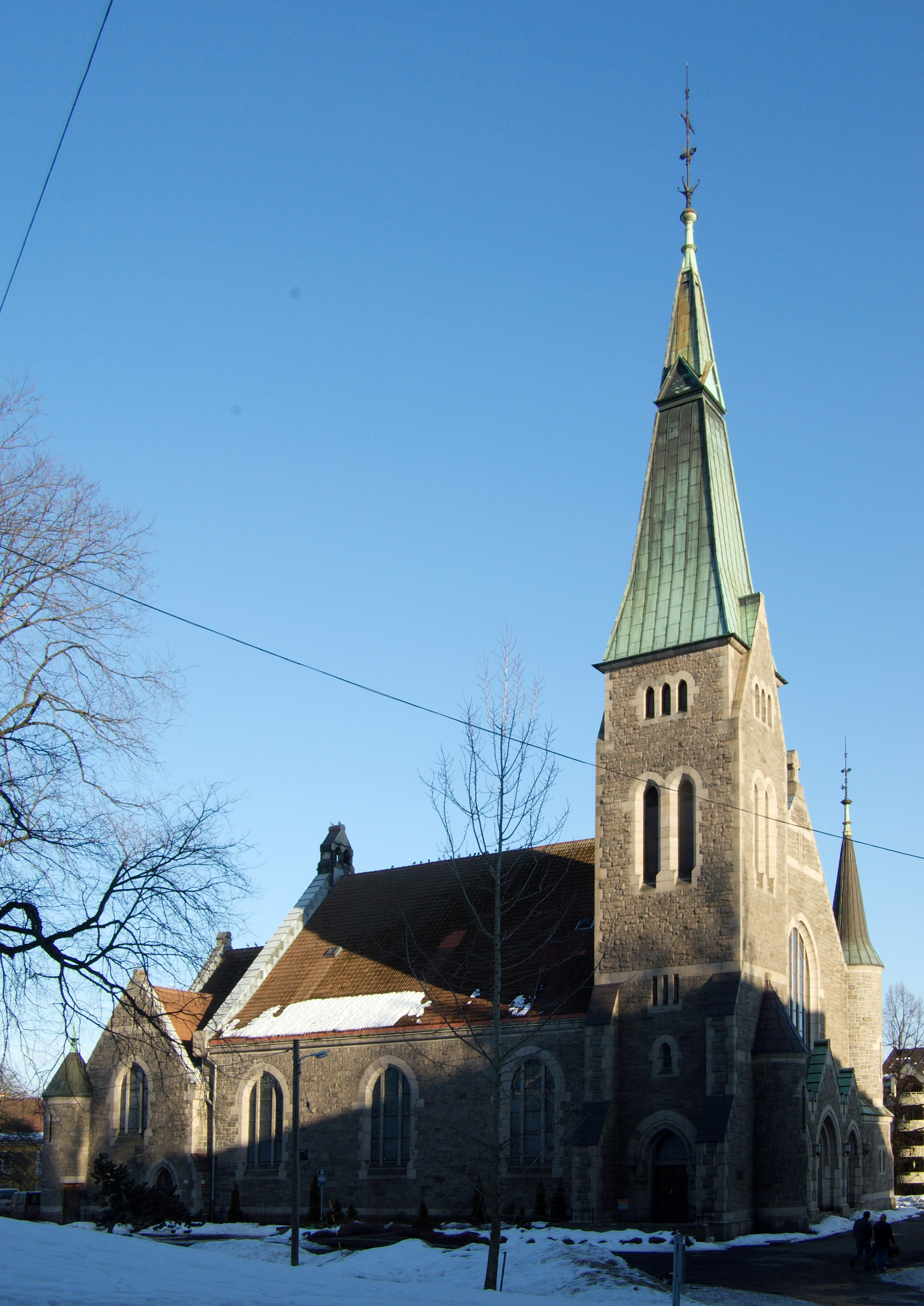
Außenansicht (2009)
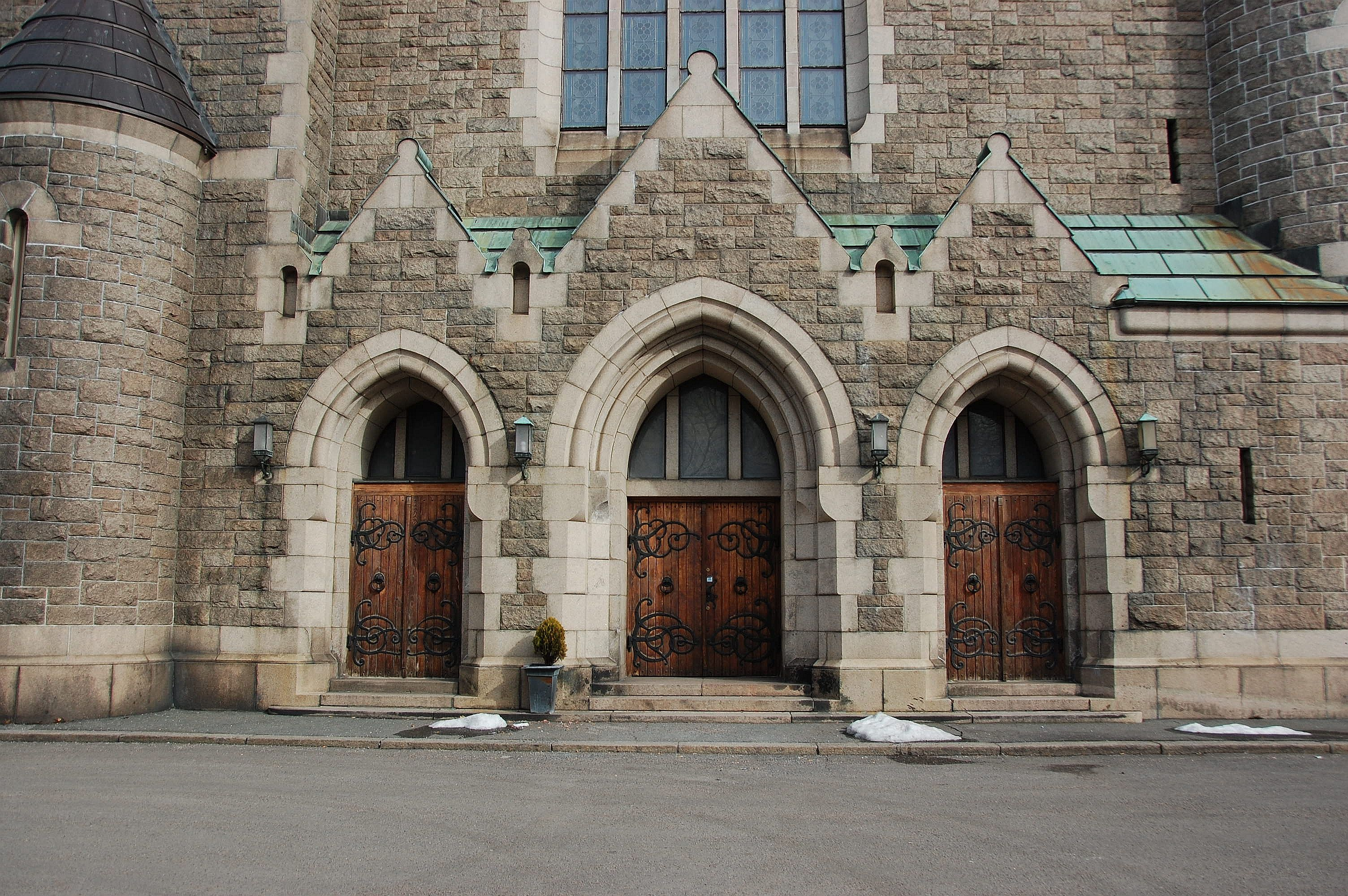
Eingangsbereich
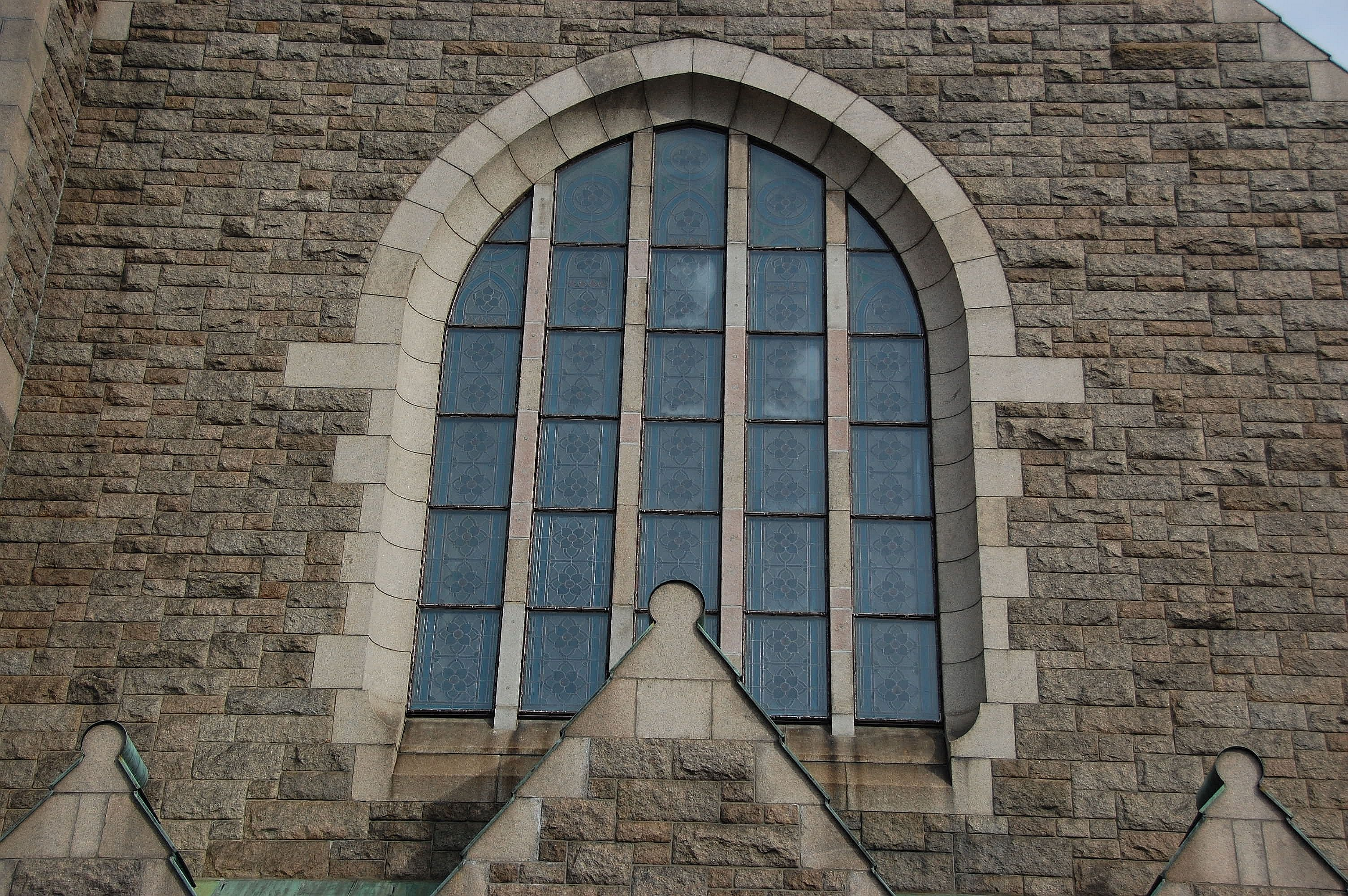
Kirchenfenster über dem Eingang